# يو إف سي 213
يو إف سي 213: روميرو ضد ويتيكر (بالإنجليزية: UFC 213: Romero vs. Whittaker)‏ هو حدث لفنون القتال المختلطة نظمته يو إف سي، أُقيم في 8 يوليو 2017، على تي موبايل أرينا في بارادايس، نيفادا، الولايات المتحدة.